# Nicolas Lancret

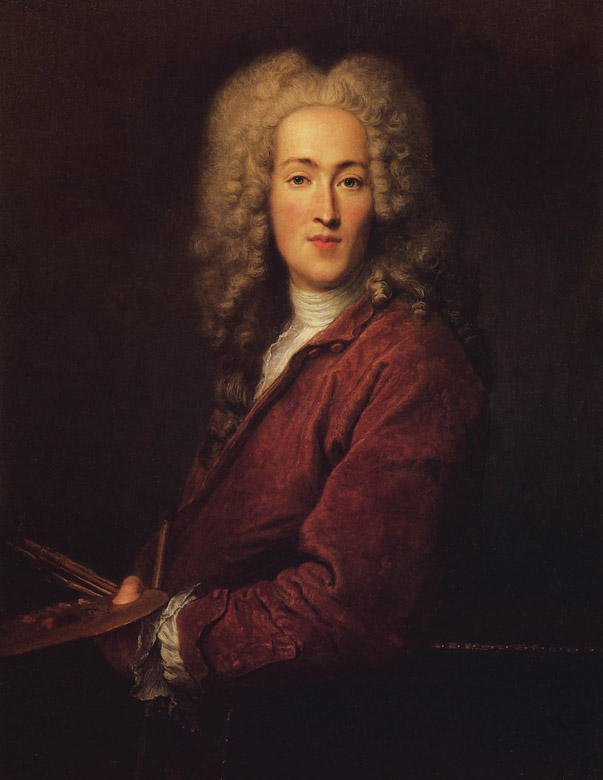
Nicolas Lancret: Selbstporträt, circa 1720

Nicolas Lancret (* 22. Januar 1690 in Paris; † 14. September 1743 ebenda) war ein französischer Maler. Sein Werk ist dem Rokoko zuzuschreiben.

## Leben
Lancret war ein Sohn des Kutschers Robert Lancret und dessen Frau Marie-Catherine (geborene Planterose). Wie bereits sein älterer Bruder François-Joseph Lancret (1686–1752), sollte er zum Kupferstecher und Tiefdruckgraveur ausgebildet werden. Da er mehr der Mal- und Zeichenkunst zugeneigt war, erreichte er, dass er als Lehrling in das Atelier des akademischen Malers Pierre Dulin (1669–1748) eintreten durfte. 1708 besuchte er Zeichenkurse an der Kunstakademie, die er zwischenzeitlich wieder verlassen musste, da er sich mit einigen Mitschülern in Streitereien verwickelt hatte. Nach einer erfolglosen Teilnahme an der Konkurrenz um den Großen Akademiepreis wechselte er von der Historienmalerei ins Genrefach der „galanten Festlichkeiten“ französisch fêtes galantes. Im Jahr 1712 trat er in das Atelier von Claude Gillot (1673–1722), wo er bis 1718 ausgebildet wurde und sich mit seinem Studienkameraden Antoine Watteau (1684–1721) anfreundete, der ihm riet mehr nach der Natur zu malen. Die Freundschaft endete abrupt, als Lancret bei der Exposition de la Jeunesse auf dem Place Dauphine zwei Werke ausstellte, die der Manier Watteaus so nahe kamen, das man sie mit den seinen verwechselte. Er selbst bezeichnete sich bereits am 31. Dezember 1717, anlässlich der Taufe seines Neffen François-Nicolas Lancret (* 30. Dezember 1717–4. Februar 1789), als Maler des Königs (französisch peintre du Roi). Sein Neffe wurde Architekt und errichtete unter anderem das Rathaus in Chaumont.

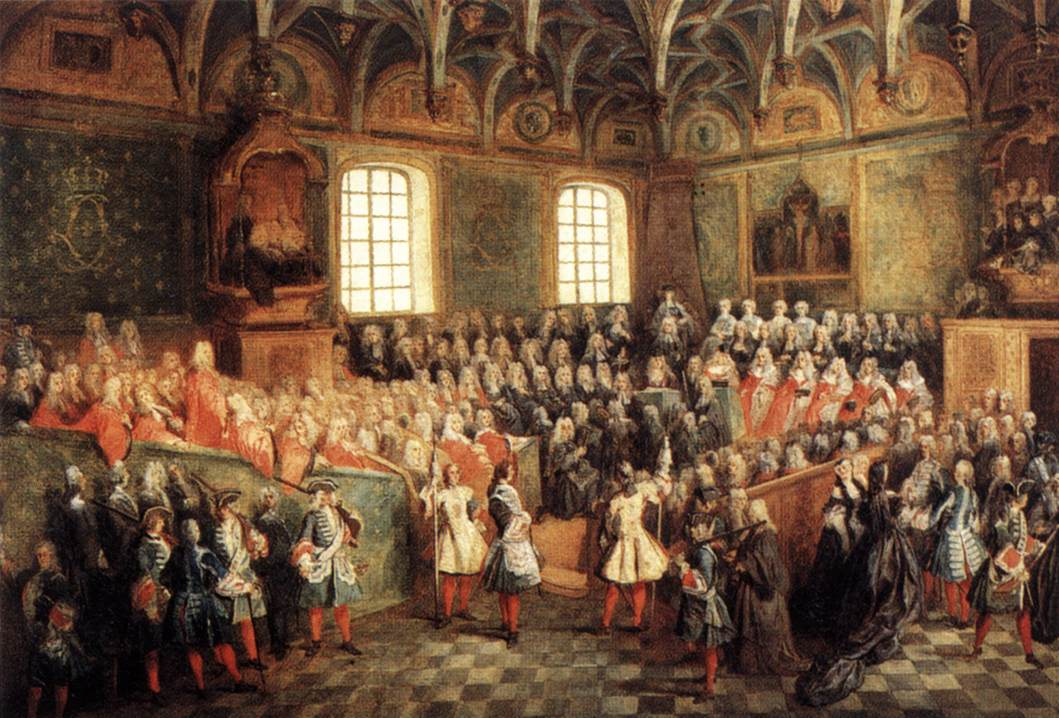
Lit de Justice tenu au parlement à la majorité de Roi (Ludwig XV.)

Er wurde am 26. Februar 1718 Agréé, am 24. März 1719 Mitglied und nahm als Rat ab 1735 mehrmals an den Sitzungen der Académie royale de peinture et de sculpture teil. Nach dem Tod Gillots und Watteaus arbeitete er nahezu konkurrenzlos (neben Jean-Baptiste Pater [1695–1736], der ebenfalls ein Schüler Watteaus war) im Fach der galanten und komödiantischen Szenen. Er versuchte sich 1723 mit dem Gemälde Lit de Justice tenu au Parlement à la majorité de Roi. erneut im Historienfach. Sein mythologisches Bildnis Diana und Callisto versteckte er vor der Öffentlichkeit, so dass es erst bei einer Versteigerung seines Nachlasses in das Museum nach Potsdam kam. Er malte dann aber fast ausschließlich im „Genre Watteau“, das ihm zahlreiche Aufträge bescherte. Er erhielt unter anderem Aufträge von Jean-François Leriget de La Faye, Jacques-Louis de Beringhen, Pierre Crozat, Viktor Amadeus I. von Savoyen-Carignan und vom Königshof.
Friedrich der Große erwarb ab 1739 Werke Lancrets als Grundstock für eine Sammlung von 26 Bildern in Rheinsberg, von denen 10 Gemälde im Jahr 1900 auch auf der Weltausstellung in Paris zu sehen waren.
Für seine Gemälde bereitete Lancret zunächst zahlreiche Skizzen, Studien und Entwürfe. Er malte oftmals mehr oder weniger freie Wiederholungen seiner Bildnisse und zeigte sich in seinen Werken als geschickter Erzähler und genauer Beobachter der vornehmen leichtlebigen Welt, die er elegant, geschmackvoll und in der farbenfrohen Kostümierung der italienischen Komödie wiedergab. Als Freund des Theaters fertigte er Porträtbilder von Schauspielerinnen und Tänzerinnen, sowie galante Festlichkeiten, Bälle, Jahrmärkte oder Dorfhochzeiten nach der Manier Watteaus.
Lancret besaß kein so feines Naturgefühl wie Watteau, seine Landschaften sind eher konventionell und von einer unwirklich blaugrünen Stimmung. Sein Gesamtton ist hingegen kälter und kreidiger als der Watteaus. Einige seiner Gemälde (die vier Jahreszeiten darstellend) kamen in den Louvre. Nach seinen Werken wurden zahlreiche Kupferstiche angefertigt.

## Familie
Am 13. September 1740 heiratete er in der Église Saint Christophe Marie-Bernarde-Hyacinthe (geborene de Roussy de Boursault), eine Tochter des Knappen Abraham Gaétan de Roussy, Sieur de Boursault und dessen Frau Magdelaine Rouxel de Bois-David, sowie eine Enkelin des Dramatikers und Schriftstellers Edmé Boursault. Da er bereits kurz darauf erkrankte hatte er keine Nachkommen. Er hatte auch keine Schüler. Lancret starb in der Nacht vom 13. auf den 14. September 1743 um zwei Uhr morgens in seinem Haus in der Rue Saint-Nicaise und wurde am selben Tag um sieben Uhr abends im Beisein seines Bruders François Lancret, seines Neffen François-Nicolas Lancret und anderer Gäste auf dem Friedhof der Saint-Germain-l’Auxerrois beigesetzt.
Sein Neffe François-Nicolas Lancret war seit 1756 mit Marguerite (geborene Vinache) verheiratet, einer Schwester des Bildhauers Joseph-Guillaume Vinache.

## Werke

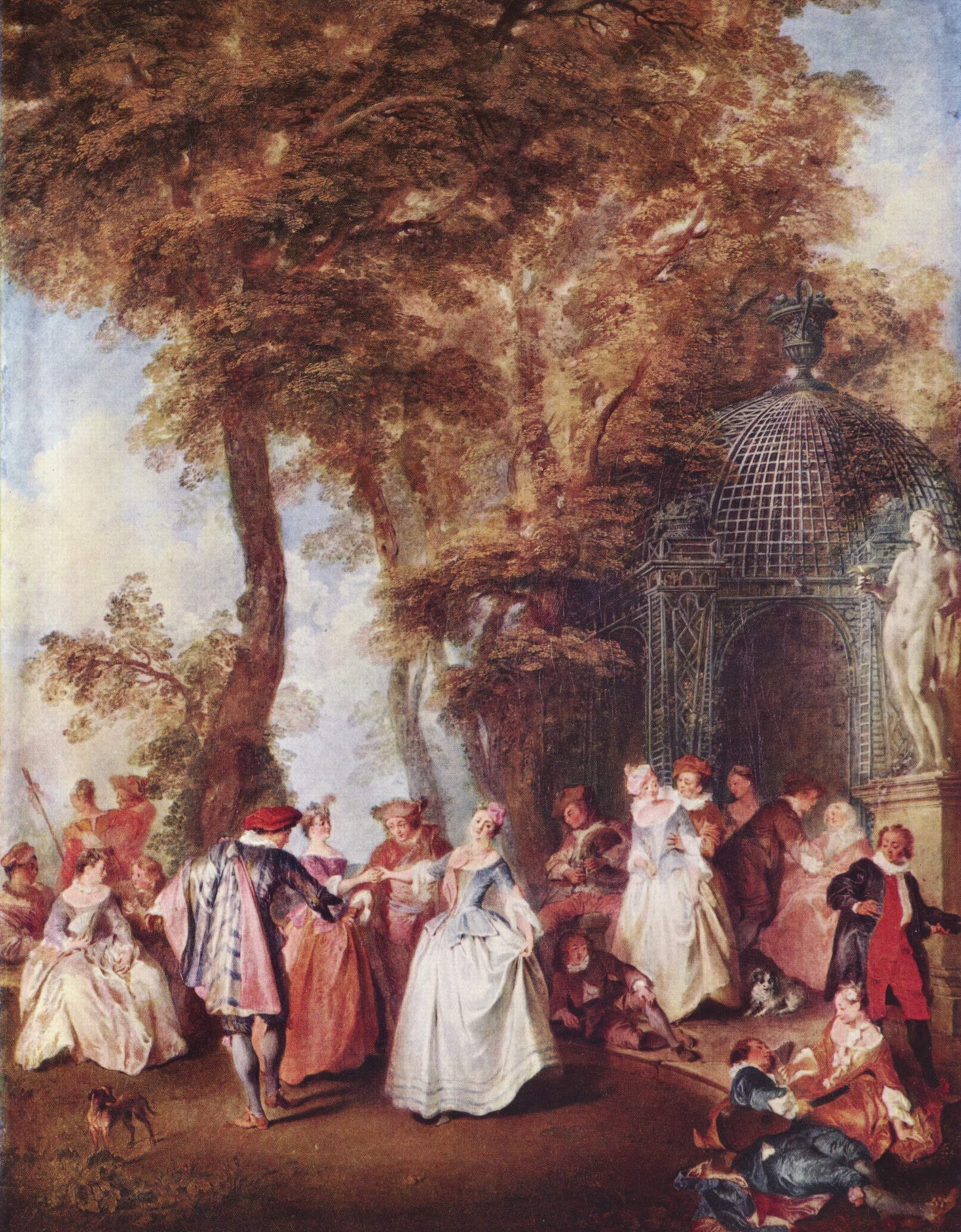
Das Moulinet

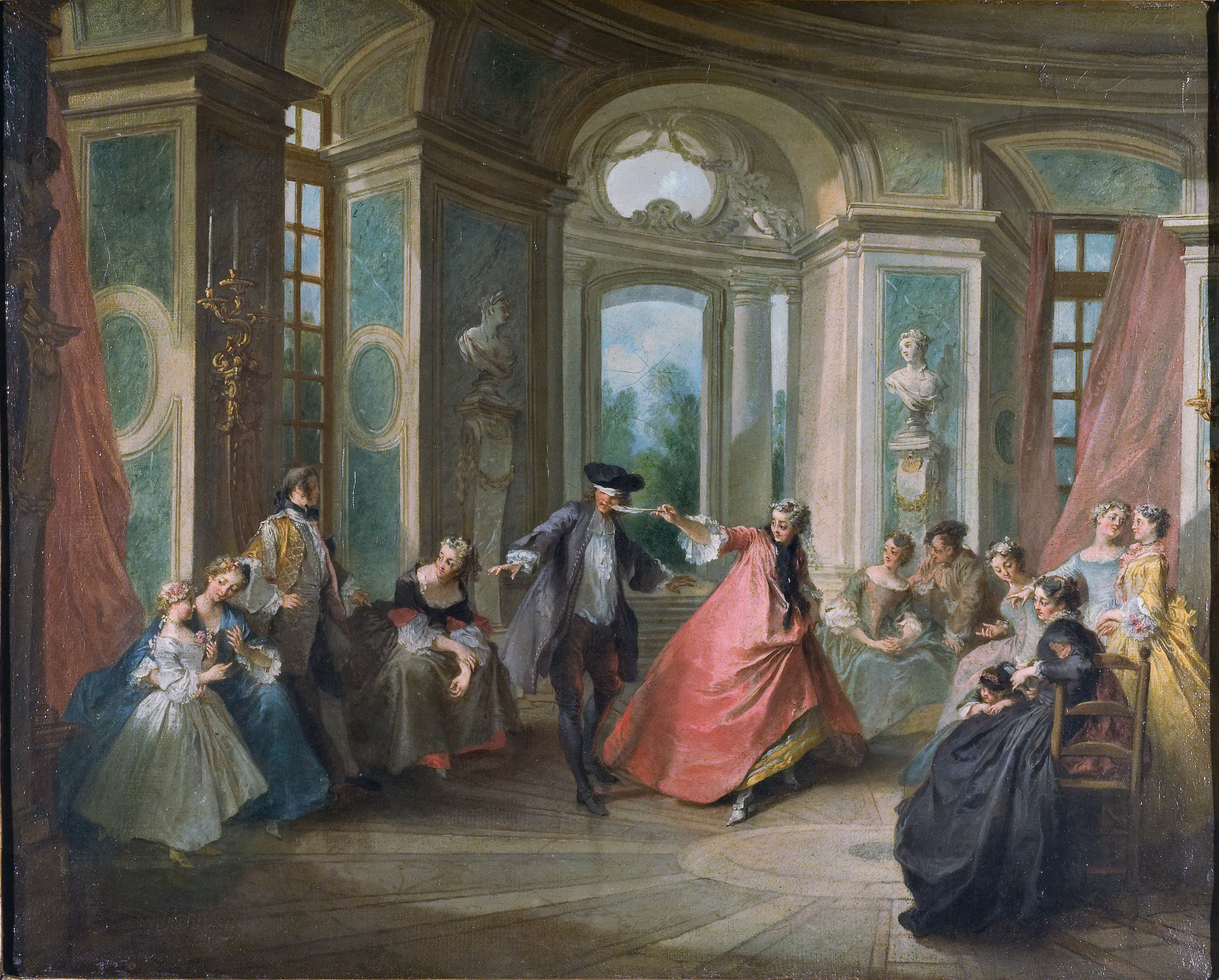
Blindekuhspiel

Schloss Sanssouci, Potsdam – Sammlung Friedrichs des Großen
- Der Tanz vor dem Zelte
- Der Guckkastenmann
- Frühstück im Walde
- Der Ländliche Tanz
- Das Moulinet
- Gesellschaft im Gartenpavillion
- Der Vogelfänger (als Kupferstich von Larmessin französisch Les amours du boccage)
- Blindekuhspiel (als Kupferstich von Cochin französisch Le Jeu de Colin-Maillard)
- Der Tanz an der Pegasusfontäne
- Die Tänzerin Camargo
- Einschiffung nach Cythera
- Das beendete Gastmahl
- Tanz im Freien

Museen in London
- 1720–1725: Fest im Wald, Öl auf Leinwand, 64 × 91 cm Wallace Collection, London[11]
- 1730: Mademoiselle de Camargo beim Tanz, Öl auf Leinwand, 42 × 55 cm, Wallace Collection, London[12]
- 1742: Lady und Gentlem mit zwei Mädchen und einem Diener, Öl auf Leinwand, 89 × 98 cm, National Gallery, London[13]
- The Swing Öl auf Leinwand, Victoria and Albert Museum, London[14]

Museen weltweit

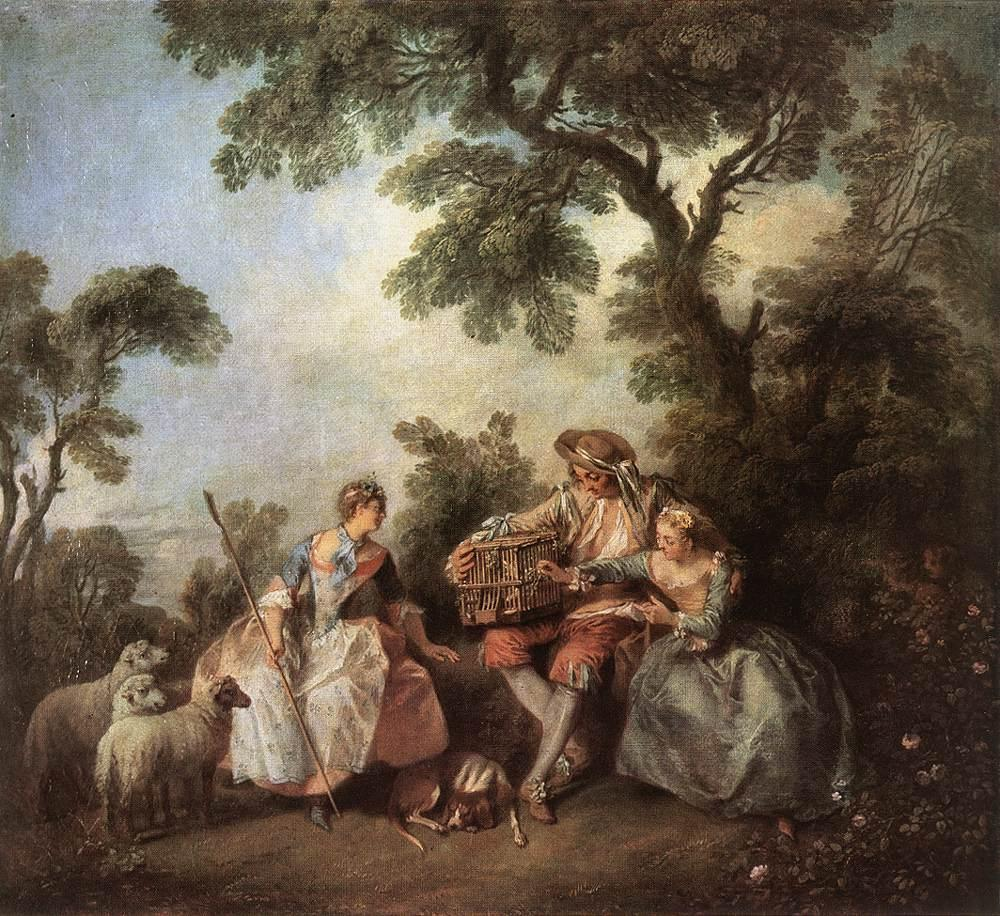
Der Vogelkäfig

- Der Vogelkäfig Öl auf Leinwand, 44 × 48 cm Alte Pinakothek, München[15]
- Gesellschaft im Park Öl auf Leinwand, 64,5 × 69,5 cm Museu Calouste Gulbenkian, Lisbon[16]
- Lunch-Party 1735, Öl auf Leinwand, Museum of Fine Arts, Boston[17]
- Winter 1738, Öl auf Leinwand, 69 × 89 cm, Musée du Louvre, Paris[18]

## Ausstellungen (Auswahl)
- 1900: Weltausstellung in Paris
- 4. bia 22. April 1990: Three Masters of French Rococo: Boucher, Fragonard, Lancret Odakyu Grand Gallery in Tokio[19]
- 19. November 1991 bis 12. Januar 1992: Nicolas Lancret, 1690–1743 Frick Collection, New York und im Anschluss 15. Februar bis 12. April 1992 im Kimbell Art Museum, Fort Worth[20]